# نهائي دوري أبطال أوروبا للسيدات 2012
نهائي دوري أبطال أوروبا للسيدات 2012 هي المباراة النهائية من منافسة دوري أبطال أوروبا للسيدات 2011–12، أقيمت المباراة في 17 مايو 2012، في ملعب ميونخ الأولمبي، بين فريقي أولمبيك ليون لكرة القدم للسيدات، وإف إف سي فرانكفورت، وفاز فيها أولمبيك ليون لكرة القدم للسيدات، وكان حكم المباراة Jenny Palmqvist ‏، وحضر المباراة 50212 شخصاً.

## معرض صور

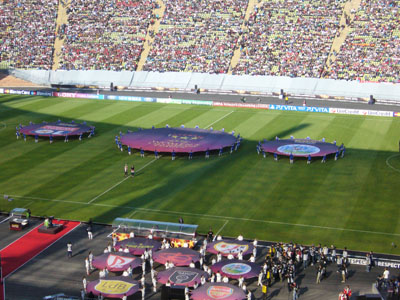
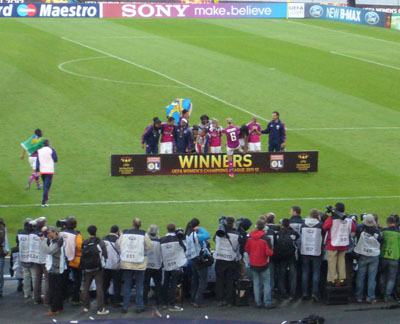
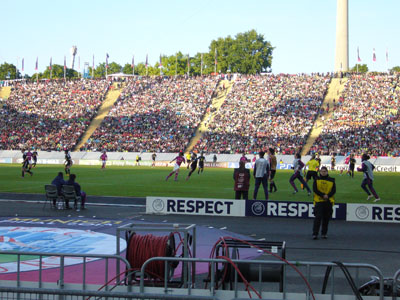